# Hyde
Hideto Takarai (em japonês: 寶井 秀人; romaniz.: Takarai Hideto; nascido em Wakayama, Japão, em 29 de janeiro de 1969) conhecido pelo seu nome artístico Hyde, é um cantor, compositor, produtor musical e ator japonês. Mais conhecido como vocalista da banda L'Arc-en-Ciel, também faz parte dos grupos Vamps e The Last Rockstars, além de carreira solo.
Hyde alcançou a fama na década de 1990 sendo o vocalista e letrista principal do L'Arc-en-Ciel, vendendo mais de 40 milhões de discos e sendo o primeiro artista japonês a realizar um show solo no Madison Square Garden. Em 2001 começou sua carreira solo, lançando vários singles número um na parada da Oricon com muitos de seus álbuns alcançando o top cinco. Em 2008, Hyde juntou-se ao seu produtor K.A.Z para formar a dupla de hard rock Vamps.
Hyde também já realizou turnês e colaborações com os artistas Apocalyptica, Motionless in White, Starset, Sixx:A.M., In This Moment, Danzig e Yoshiki, e produtores como Howard Benson.

## Carreira

### Primeiros anos (1988–1991)
Na juventude, Hyde gostava de desenhar e de mangás, especialmente O Castelo de Cagliostro, e desejava se tornar um mangaká profissional ou designer. Após se formar no ensino médio, entrou em uma escola profissional de design. Entretanto, após concluí-la, deixou seu sonho para trás por ter um grau leve de daltonismo. Começou a tocar guitarra logo depois, e em 1990 formou a banda Jelsarem's Rod onde conheceu Tetsuya e Pero. Em 1991, Tetsuya convence o até então Hide a deixar sua banda e formar o L'Arc-en-Ciel, onde alterou seu nome para Hyde e se tornou o vocalista e principal letrista.

### L'Arc~en~Ciel (1991–presente)
L'Arc-en-Ciel assinou com a Danger Crue Records, onde lançaram o primeiro álbum oficial da banda, Dune. Eles conseguiram atingir o número cinco na parada do Oricon Chart, mas chegaram a primeira posição na parada independente.
Em dezembro de 1997, o L'Arc-en-Ciel vendeu os 55 mil ingressos para um show no Tokyo Dome em um recorde de quatro minutos. Desde então, o L'Arc-en-Ciel já lotou o Tokyo Dome 16 vezes. Em 2003, o L'Arc-en-Ciel expandiu seu marketing no exterior e fizeram o primeiro show nos Estados Unidos na Otakon, em Baltimore, para uma plateia de 12 mil pessoas. Em abril de 2008, realizaram a Tour 2008 L'7 Trans Asia via Paris percorrendo sete cidades pelo mundo, com um público total de 320 mil pessoas. Em 2012, o L'Arc-en-Ciel se tornou a primeira banda japonesa a tocar no Madison Square Garden em Nova York.

### 2000-2003
Depois que o L'Arc-en-Ciel lançou o single "Spirit Dreams Inside -Another Dream-" em 2000, a banda entrou em um hiato não oficial e cada um dos membros começou a trabalhar em carreiras solo. Esta foi a estreia de Hyde como um artista solo. Em outubro de 2001, Hyde lançou seu primeiro single solo, "Evergreen". Depois de mais dois singles, "Angel's Tale" e "Sleep Shallow", Hyde lançou seu primeiro álbum solo, Roentgen, em 27 de março de 2002. Uma edição internacional com letras em inglês foi lançado em julho do mesmo ano.
Hyde lançou mais dois singles, "Hello" e "Horizon", que foram lançados em junho e novembro de 2003, o segundo álbum solo, 666, foi lançado em 3 de dezembro de 2003. "Horizon" foi usada como tema de encerramento do filme Sky High.
Em dezembro de 2003, a canção de Hyde "Shining Over You" de seu álbum 666 foi usada como música do video-game Baten Kaitos: Eternal Wings and the Lost Ocean.

### 2003-2004: Retorno do L'Arc~en~Ciel
Depois de um hiato de três anos, o L'Arc-en-Ciel  reuniu-se para uma série de sete concertos intitulados "Shibuya Seven Days", de Junho a Julho de 2003. Na conclusão, anunciaram um novo álbum, Smile, lançado em 31 de março de 2004.
No verão de 2004, o L'Arc-en-Ciel teve sua estreia na América do Norte (como parte de sua "Smile" tour), em Baltimore, Maryland no Otakon. O concerto foi mais tarde lançado no DVD Live in USA.

### 2005: Retorno ao trabalho solo
O álbum Awake do L'Arc~en~Ciel, foi lançado em junho de 2005. Foi acompanhado pela turnê "Awake", em agosto do mesmo ano. Uma turnê intitulada "Asia Live 2005" foi realizada logo em seguida. O single Link foi lançada em julho de 2005. Em seguida, foi usada como tema de abertura para o filme Fullmetal Alchemist the Movie: Conqueror of Shamballa.
Em agosto, Hyde e sua banda solo se apresentaram no Music Station em Nakashima, Hyde tocou na guitarra.
O single "Countdown" foi lançado em 5 de outubro de 2005.

### 2006-2007: Carreira internacional
A partir de janeiro de 2006, a canção Seanson's Call, foi usada como tema de abertura do anime Blood+. Este single foi lançado em 2 de fevereiro de 2006. O álbum Faith foi lançado em 26 de abril de 2006. O Faith foi acompanhado por uma turnê de cinco meses em muitos locais no Japão, alguns abertos exclusivamente a membros de seu fã-clube.
Depois de assinar com a Tofu Records como artista solo, um concerto de estreia nos EUA foi agendada como parte da Faith tour, que foi realizada no Slim, em São Francisco, Califórnia, em 5 de julho de 2006. Os ingressos para o evento foram colocados à venda on-line á 1 da manhã em 2 de abril de 2006 e foram vendidos em três minutos. Um segundo concerto, realizado no House of Blues em Anaheim, Califórnia, em 2 de julho os ingressos foram colocados á venda e esgotados na mesma hora.
Hyde voltou a trabalhar com o L'Arc-en-Ciel, que em 31 de maio de 2007 lançou seu primeiro single em dois anos, "Seventh Heaven".

### 2008-2011: VAMPS

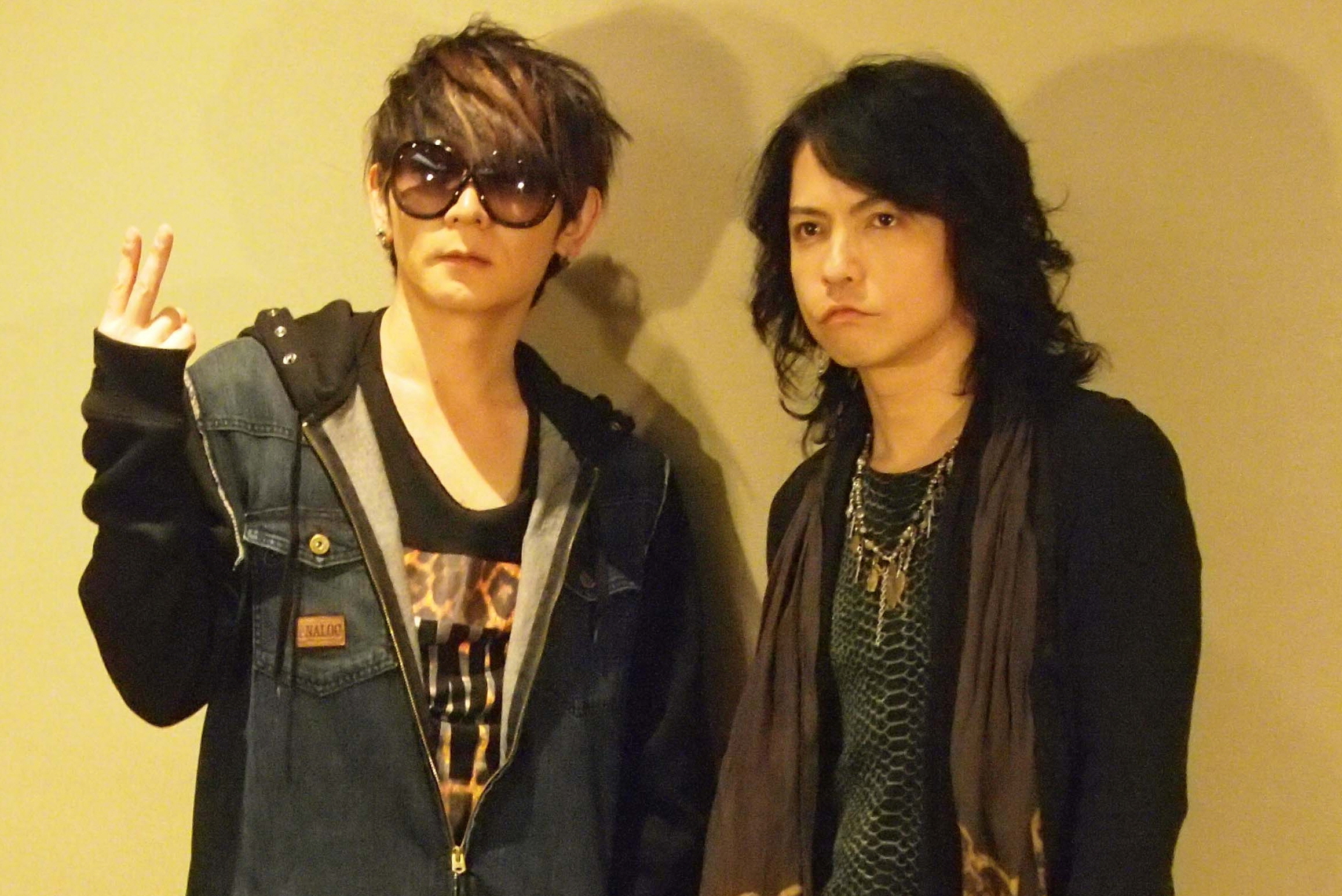
VAMPS em Nova Iorque em 2013

Na primavera de 2008, Hyde fundou a banda VAMPS e também sua gravadora Vamprose.
Após dois singles, seu album homônimo, saiu em maio de 2009. O álbum abrange uma gama de território do rock, do metal ao grunge e também ao punk.
A banda lançou uma turnê nos Estados Unidos, realizadas, em Nova Iorque, Hartford, Columbia, Baltimore, Seattle, Portland, San Francisco, Las Vegas, San Diego e Los Angeles. Sua última apresentação nos Estados Unidos em Los Angeles, foi gravada e lançado em DVD. A banda se apresentou no USS Missouri, no Havaí no início de setembro como uma conclusão adicional para a turnê.
Depois de bem-sucedida turnê nos EUA, o VAMPS foi premiado na categoria "Billboard Japan Ranking International 2009" em reconhecimento de seu sucesso no exterior e no apreço pelos seus esforços para ir em uma turnê mundial em 2010. O prêmio foi entregue em 31 de janeiro, no primeiro "Billboard Music Award Japan".
Em 28 de julho de 2010, o VAMPS lançou seu segundo álbum, Beast.
Em 26 de dezembro de 2011, Hyde anunciou em seu site oficial que The Hyde, um livro biográfico publicado pela Sony Magazines, seria lançado em 29 de janeiro de 2012. O livro revelou seu nome real para o público pela primeira vez.

### 2011-2012: L'Arc~en~Ciel World Tour

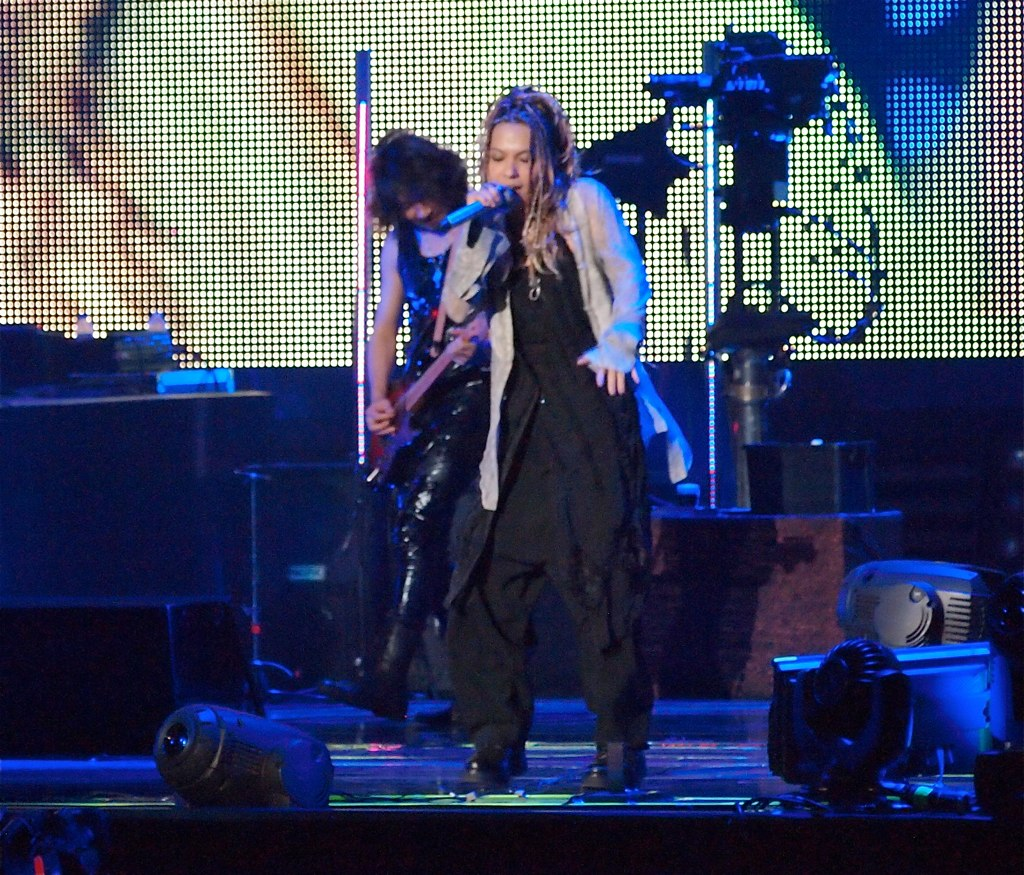
Hyde (direita) com o L'Arc-en-Ciel em 2012.

Para comemorar seus 20 anos juntos, o L'Arc-en-Ciel fez um show intitulado "20th L'Anniversary Concert" no Ajinomoto Stadium, em Tóquio, em 28 e 29 de maio de 2011, com cada dia dedicado a uma metade de sua carreira. Todo o dinheiro arrecadado dos shows foram doados para os atingidos pelo Sismo e tsunami de Tohoku de 2011. Mais tarde, as datas para a turnê mundial da banda em 2012 foram anunciados: Hong Kong em 3 de março, Bangkok em 7 de março, em Xangai em 10 de março, em Taipei em 17 de março, em Nova York em 25 de março, em Londres em 11 de abril, em Paris em 14 de abril e Jacarta, em 2 de maio, o show em Nova York aconteceu no Madison Square Garden, fazendo o L'Arc-en-Ciel a primeira banda japonesa a se apresentar no local.

### 2018–presente: Retorno a carreira solo
Depois que o Vamps anunciou o início de um hiato no outono de 2017, Hyde retomou o trabalho como artista solo. Lançou seu oitavo single "Who's Gonna Save Us" em junho de 2018, seu primeiro lançamento solo em 12 anos. Mais dois singles, "After Light" e "Fake Divine", foram lançados em junho e outubro, respectivamente.
Em 2018, Hyde colaborou com Mika Nakashima produzindo o single dela "Kiss of Death", lançado em março, sendo a segunda colaboração deles, depois de 13 anos. Foi usado como tema de abertura do anime Darling in the Franxx. Em outubro, colaborou com Yoshiki cantando os vocais do single "Red Swan", tema de abertura da terceira temporada do anime Shingeki no Kyojin. Os dois trabalharam juntos mais uma vez no ano seguinte. Com Yoshiki no piano e Hyde nos vocais, assim como em "Red Swan", o single "Zipang" foi lançado em janeiro de 2019 e seu lado B é um cover de "Ordinary World" de Duran Duran. O tema da canção é sobre o Japão e seu videoclipe foi filmado no templo Toji em Kyoto, conquistando o primeiro lugar no ranking de videoclipes do iTunes.
Em março de 2019, o 11º single de Hyde, "Mad Qualia", foi lançado como música tema da versão japonesa do videogame Devil May Cry 5, da Capcom. Hyde contou ter ficado entusiasmado com o convite por ser um fã da franquia. Anti, seu quarto álbum solo, foi lançado em formato digital em maio de 2019 e em formato de CD em junho. Para escrever as 10 faixas do álbum, Hyde juntou-se a Drew Fulk e Nick Furlong, entre outros produtores. A versão em CD do álbum alcançou a terceira posição nas paradas da Billboard Japan e foi seu segundo álbum de estúdio solo cantado completamente em inglês.
Em 18 de março de 2020, o cantor lançou o single "Believing in Myself", composto para a Maratona de Tóquio de 2020. Em 6 de novembro, disponibilizou "Let It Out". Já em 2021, o anime Mars Red contou com a canção "On my Own" como tema de encerramento, lançada em abril. Em novembro de 2022, Hyde foi anunciado como membro do supergrupo The Last Rockstars, junto com os colegas Yoshiki, Sugizo e Miyavi. Seu primeiro single, "The Last Rockstars", foi lançado em dezembro do mesmo ano e eles anunciaram shows para 2023 no Japão e Estados Unidos.
Em 13 de setembro Hyde lançou o álbum Hyde [Inside] digitalmente, até ser lançado fisicamente no dia 16 de outubro. Ele contou com a colaboração de vários compositores para trabalho, como membros das bandas SiM, My First Story e Crystal Lake. Em 14 de setembro de 2025 ele tocará no Brasil, no Carioca Club em São Paulo.

## Vida pessoal
Hyde casou-se com a atriz e cantora Megumi Oishi em 25 de dezembro de 2000, após se conhecerem no programa de televisão Utaban em abril de 1998. O casal tem dois filhos, um deles nascido em 2003.

## Influências
Hyde citou Dead End, D'erlanger  Gastunk, Misfits, David Sylvian, Mötley Crüe, Depeche Mode e Off Course como influências.

## Discografia
Solo
| Título        | Lançamento             | Posição na Oricon |
| ------------- | ---------------------- | ----------------- |
| Roentgen      | 27 de março de 2002    | 5                 |
| 666           | 3 de dezembro de 2003  | 2                 |
| Faith         | 26 de abril de 2006    | 2                 |
| Hyde          | 18 de março de 2009    | 4                 |
| Anti          | 3 de maio de 2019      | 4                 |
| Hyde [Inside] | 13 de setembro de 2024 | 4                 |

Com L'Arc~en~Ciel